# Guillaume le Conquérant (téléfilm)
Pour les articles homonymes, voir Guillaume le Conquérant (homonymie).
Guillaume le Conquérant (1968) est un téléfilm français de Jean Herman, faisant partie de la collection Présence du passé.
Le téléfilm est construit en partie à partir d'illustrations issues de la Tapisserie de Bayeux et de reconstitutions. D'une durée initialement prévue de trois fois 75 minutes, il est réduit à 90 minutes et diffusé la veille de Noël 1968.

## Distribution
- Jacques Harden : Robert Le Diable
- Lyne Chardonnet : Arlette